# Jonsdorf
Jonsdorf ist ein staatlich anerkannter Luftkurort im Zittauer Gebirge in der südlichen Oberlausitz. Die sächsische Gemeinde im Landkreis Görlitz gehört der Verwaltungsgemeinschaft Olbersdorf an.

## Geografie

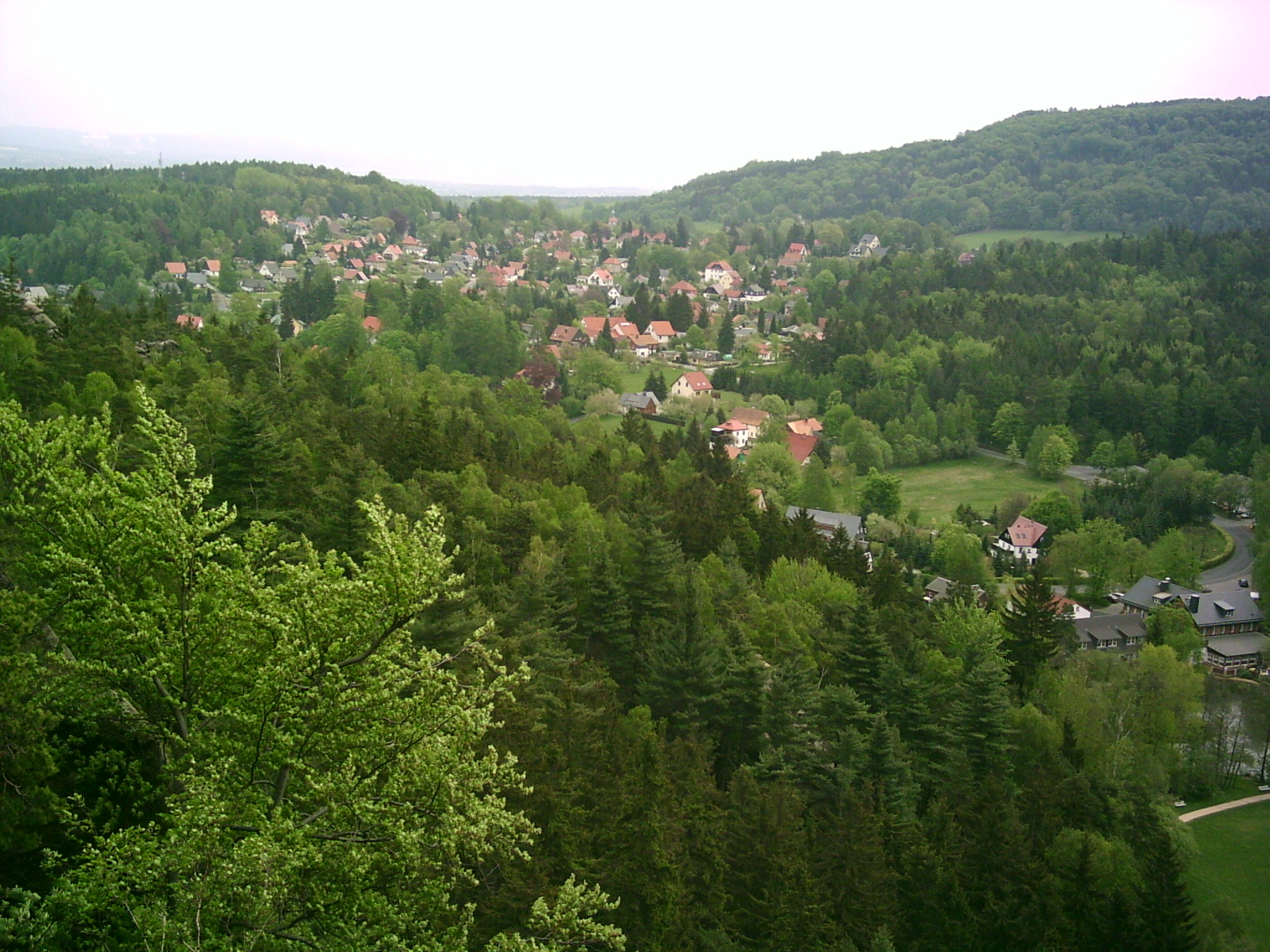
Jonsdorf vom Nonnenfelsen aus gesehen

Jonsdorf liegt in den Talkesseln des Grundbaches und des Pochebaches im Zittauer Gebirge direkt an der Grenze zu Nordböhmen (Tschechien). Der Ort wird von mehreren Bergen wie dem Buchberg und dem Jonsberg eingerahmt. Im Südosten befinden sich die unter Naturschutz stehende Jonsdorfer Felsenstadt und die Felsenkette der Nonnenfelsen.

## Geschichte

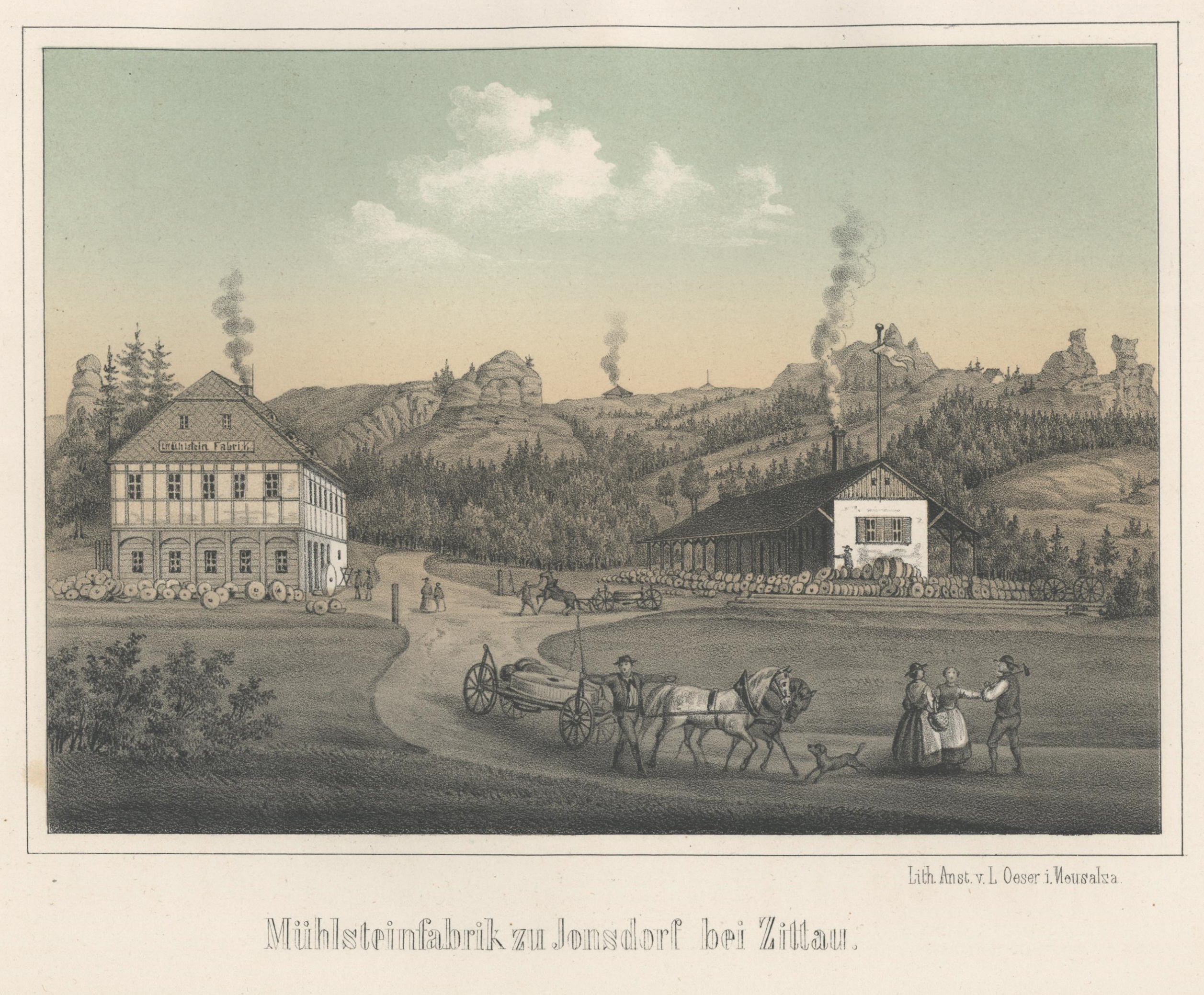
Mühlsteinfabrik zu Jonsdorf bei Zittau 1856

Die erste urkundliche Erwähnung Jonsdorfs erfolgte 1539. Das Cölestinerkloster Oybin verkaufte Grundstücke an zehn Siedler. Im Jahre 1574 wurde der Oybiner Besitz durch Maximilian II. an die Stadt Zittau verkauft und Jonsdorf zum Ratsdorf. Nachdem bereits 1560 Söhne des Ortsrichters Hans Richter entdeckt hatten, dass der südlich des Ortes vorkommende Sandstein für die Herstellung von Mühlsteinen geeignet ist, wurde 1580 durch Hieronymus Richter der erste Steinbruch von der Stadt Zittau gepachtet. 1667 beschloss der Rat der Stadt Zittau, am Pochebach zwischen Jonsdorf und Waltersdorf weitere Bauplätze auszuweisen. Dadurch entstand Neu-Jonsdorf. 1731 wurde die zwischen Alt- und Neu-Jonsdorf befindliche Heide abgeholzt und das Gelände bebaut, so dass beide Dörfer zusammenwuchsen. Im gleichen Jahr wurde nach einjähriger Bauzeit die Kirche in Alt-Jonsdorf fertiggestellt.
In der zweiten Hälfte des 18. Jahrhunderts hatte die Leineweberei in Jonsdorf große wirtschaftliche Bedeutung.

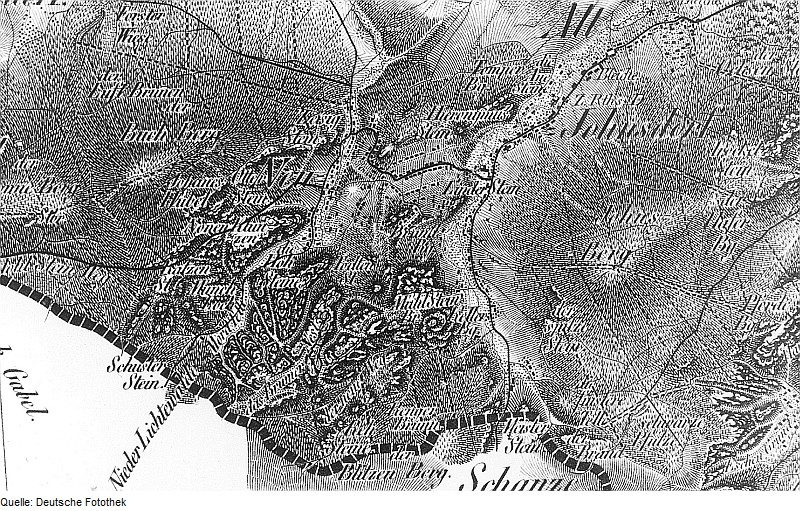
Karte von Oberreit mit Jonsdorf und der Jonsdorfer Felsenstadt um 1845

Ab 1840 begann sich die bauliche Gestaltung des Dorfes zu verändern. Statt der bisherigen Umgebindebauweise wurden die Häuser als Massivbauten errichtet. Als Landsitze städtischer Bürger entstanden auch villenartige Gebäude.
Im Jahr 1841 setzte die touristische Entwicklung des Dorfes ein. Karl Linke eröffnete eine Kaltwasserheilanstalt. Der einsetzende Kurbetrieb förderte den Tourismus. 1890 erfolgte die Einweihung der Schmalspurbahn Bertsdorf–Kurort Jonsdorf.
Nach mehr als 300 Jahren endete 1917 der Abbau von Mühlsteinen in Jonsdorf.
Mit dem Ende des Zweiten Weltkrieges nahm Jonsdorf viele Flüchtlinge auf, die aus ihrer Heimat, insbesondere aus den angrenzenden böhmischen Dörfern, vertrieben worden waren.
In den Jahren 1952 und 1953 entstanden durch das Nationale Aufbauwerk (NAW) das Eisstadion und die Waldbühne. 1956 wurde der Bertsdorfer Ortsteil Hänischmühe Jonsdorf angegliedert. Am Hieronymus-Stein entstand 1984 eine neue Schule.
1996 wurde das Freizeit- und Eissport-Zentrum Arena eingeweiht. Im gleichen Jahr begannen die bis 1997 andauernden Arbeiten zur Umgestaltung des Kurparks. Im Jahr 2004 fand die Eröffnung des Schmetterlingshauses statt.
Der Titel „Luftkurort“ wurde Jonsdorf 2001 vom Freistaat Sachsen verliehen.

### Einwohnerentwicklung
| Jahr | Einwohner                           |
| ---- | ----------------------------------- |
| 1553 | 22 Gärtner                          |
| 1777 | 25 Gärtner, 81 Häusler, 3 Wüstungen |
| 1834 | 1688                                |
| 1871 | 1539                                |
| 1890 | 1545                                |

| Jahr | Einwohner |
| ---- | --------- |
| 1910 | 1426      |
| 1925 | 1717      |
| 1939 | 1857      |
| 1946 | 2247      |
| 1950 | 2335      |
| 1964 | 2327      |

| Jahr | Einwohner |
| ---- | --------- |
| 1990 | 1857      |
| 2000 | 2026      |
| 2007 | 1814      |
| 2009 | 1782      |
| 2012 | 1655      |
| 2013 | 1639      |

### Ortsnamenformen
1539: Yansdorff, 1553: Yansdorff, 1565: Janßdorff, 1721: Jonnßdorff, 1791: Johnsdorf, Alt-, 1875: Johnsdorf b. Zittau (Alt- und Neu-)

## Politik

### Gemeinderat
Nach der Gemeinderatswahl am 9. Juni 2024 führte das Ergebnis mit einer Wahlbeteiligung von 71,6 % zu folgender Sitzverteilung im Gemeinderat: 
| Liste                                                                                       | 2024       | 2024       | 2019   | 2019   | 2014       | 2014       |
| Liste                                                                                       | Sitze      | in %       | Sitze  | in %   | Sitze      | in %       |
| ------------------------------------------------------------------------------------------- | ---------- | ---------- | ------ | ------ | ---------- | ---------- |
| Bürgerforum freie Wähler e. V.                                                              | 10         | 86,0       | 12     | 99,8   | 8          | 66,3       |
| AfD                                                                                         | 1          | 14,0       | –      | –      | –          | –          |
| Einzelvorschläge                                                                            | unzulässig | unzulässig | –      | 0,2    | unzulässig | unzulässig |
| CDU                                                                                         | –          | –          | –      | –      | 4          | 29,5       |
| NPD                                                                                         | –          | –          | –      | –      | –          | 4,2        |
| Wahlbeteiligung                                                                             | 73,7 %     | 73,7 %     | 74,9 % | 74,9 % |            |            |
| Das hier verzeichnete Ergebnis von 2019 ist das der Wiederholungswahl am 1. September 2019. |            |            |        |        |            |            |

### Bürgermeister
Bürgermeister ist seit 2019 Kati Wenzel (BFW).
| Wahl | Bürgermeister    | Vorschlag      | Wahlergebnis (in %) |
| ---- | ---------------- | -------------- | ------------------- |
| 2019 | Kati Wenzel      | Bürgerforum FW | 74,3                |
| 2013 | Christoph Kunze  | Bürgerforum FW | 94,0                |
| 2008 | Horst Zimmermann | Bürgerforum FW | 77,6                |
| 2001 | Heinz Leupolt    | Bürgerforum FW | 92,4                |
| 1994 | Heinz Leupolt    | Bürgerforum FW | 98,3                |

### Verwaltungszugehörigkeit
1777: Görlitzer Kreis, 1843: Landgerichtsbezirk Löbau, 1856: Gerichtsamt Zittau, 1875: Amtshauptmannschaft Zittau, 1939: Landkreis Zittau, 1994: Landkreis Löbau-Zittau, 2008: Landkreis Görlitz

## Kultur und Sehenswürdigkeiten
Die Kulturdenkmale sind in der Liste der Kulturdenkmale in Jonsdorf erfasst.
- Kurpark
- Kurparkpavillon
- Schmetterlingshaus
- Waldbühne
- Oberlausitzer Bauerngarten
- Oberlausitzer Weberstube
- zahlreiche Umgebindehäuser
- Schmalspurbahn Bertsdorf–Kurort Jonsdorf
- evangelische Kirche (mit Werken des Holzschnittkünstlers Hellmuth Muntschick)
- Steinbruchschmiede
- Schauwerkstatt Mühlsteinbrüche
- Sternwarte
- Volksspielkunst „Thalia“ Jonsdorf (Oberlausitzer Mundartgruppe)
- Gondelteich
- Kriegerdenkmal

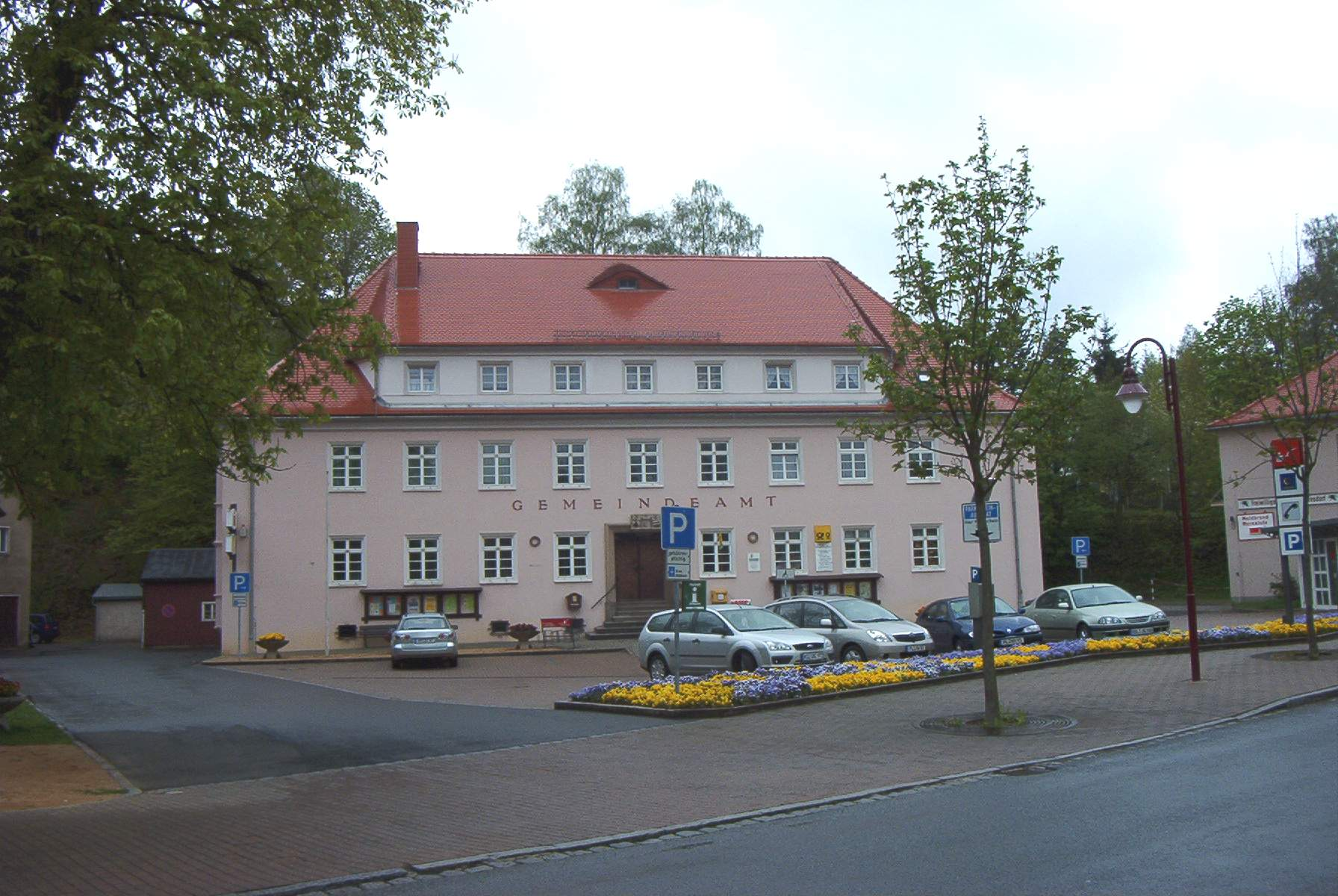
Gemeindeamt Jonsdorf
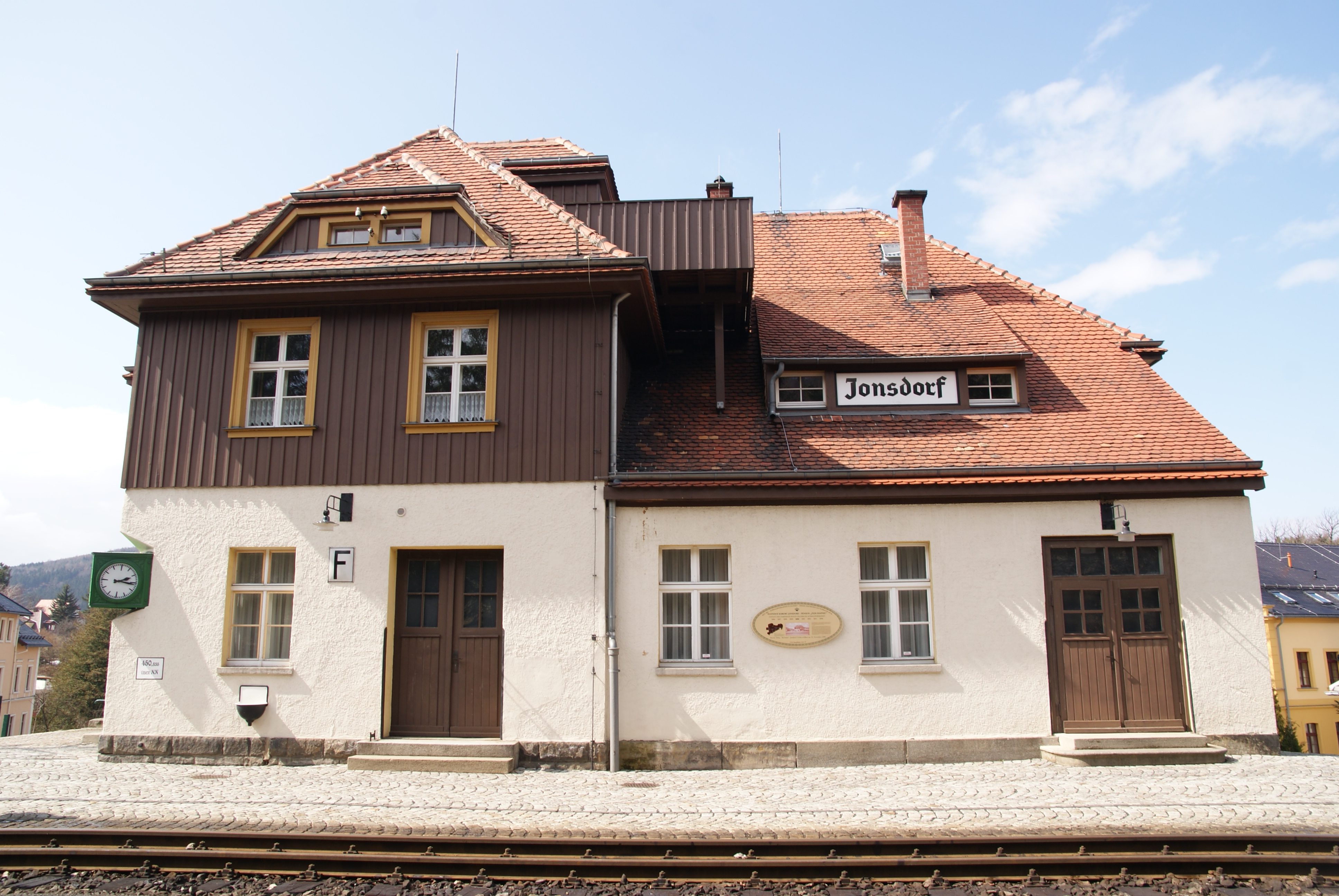
Bahnhof Kurort Jonsdorf
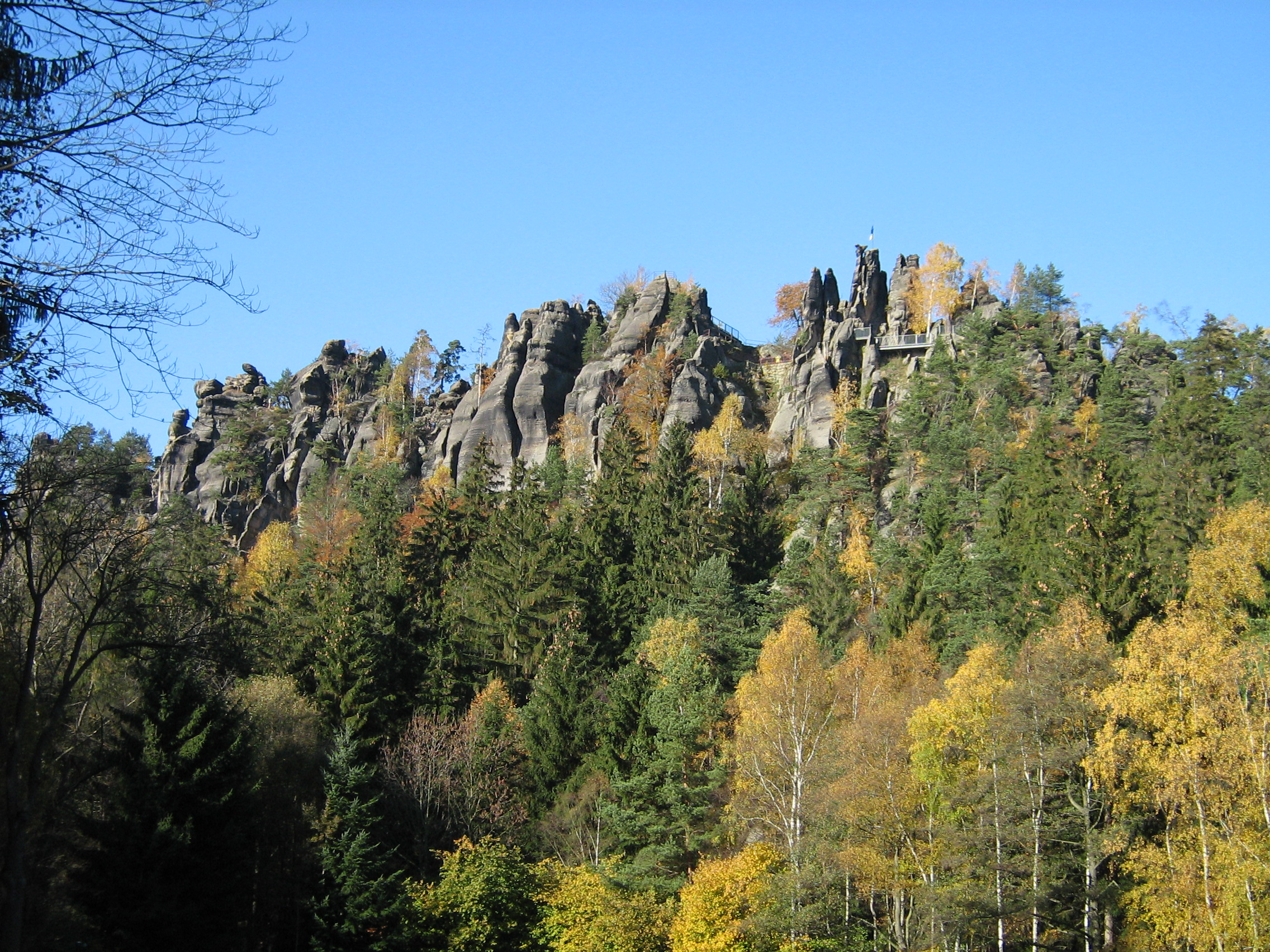
Die Nonnenfelsen
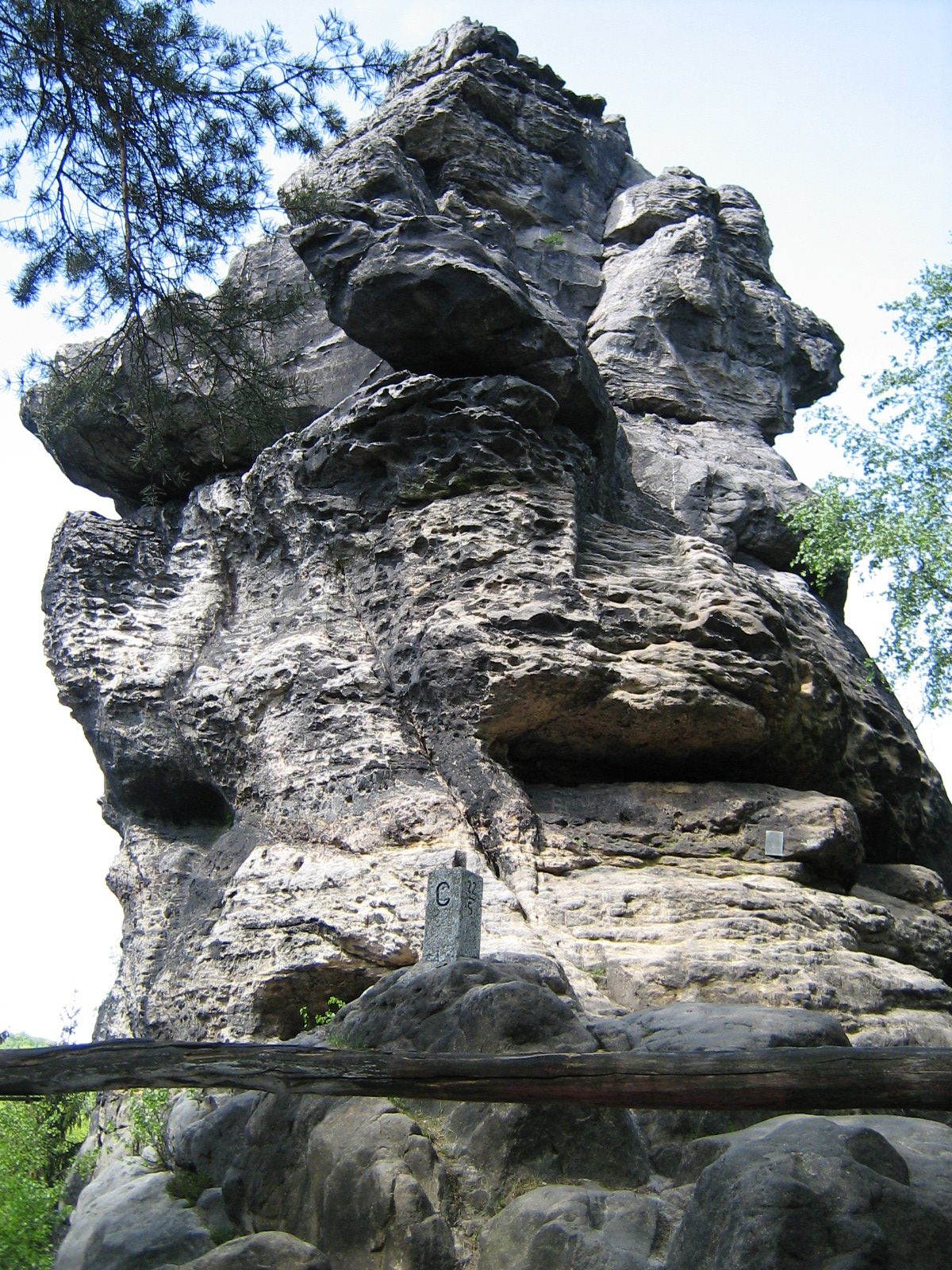
Der Falkenstein an der Tschechisch-Deutschen Grenze
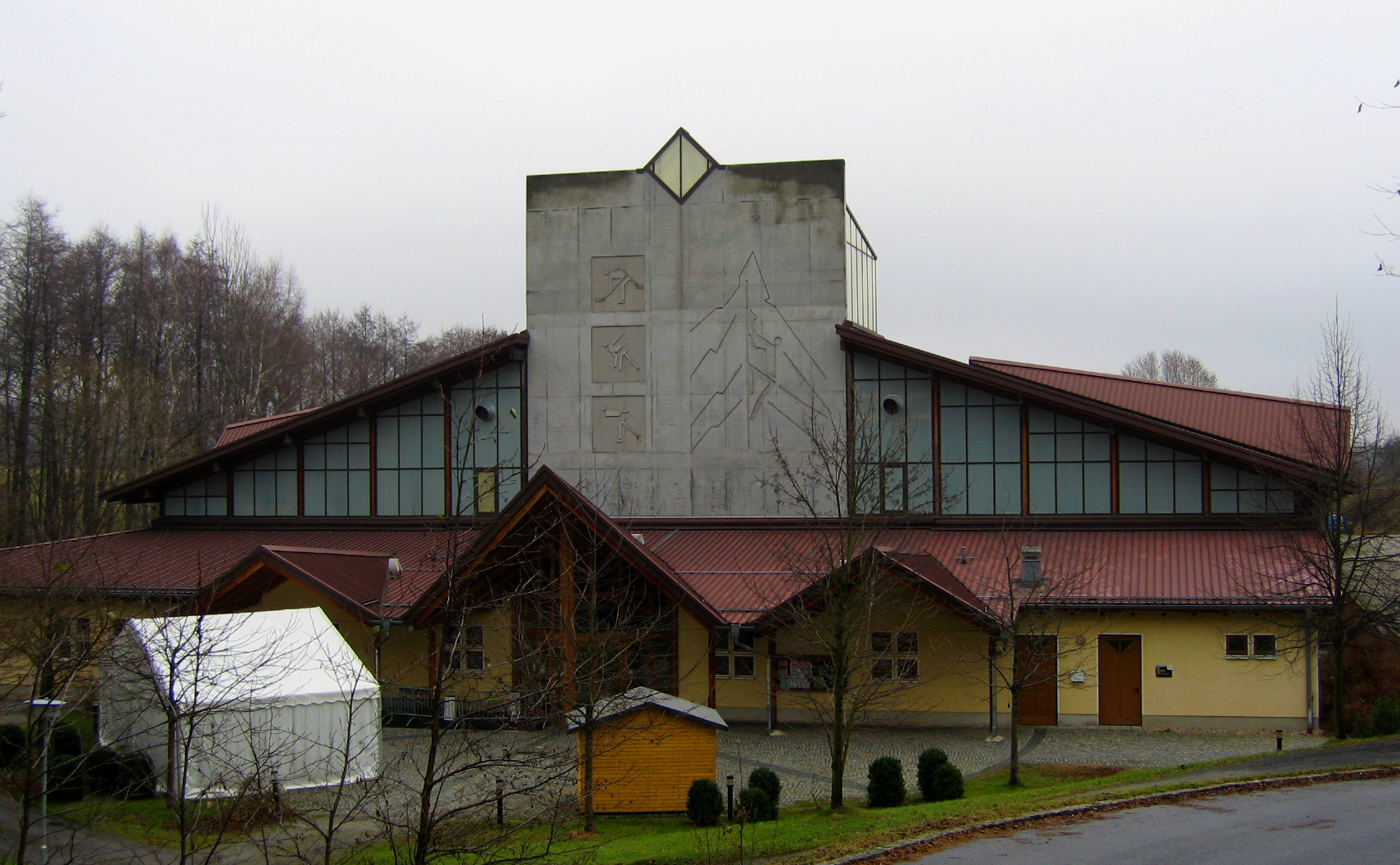
Sparkassen Arena

## Naturdenkmäler
- Nonnenfelsen
- Mühlsteinbrüche

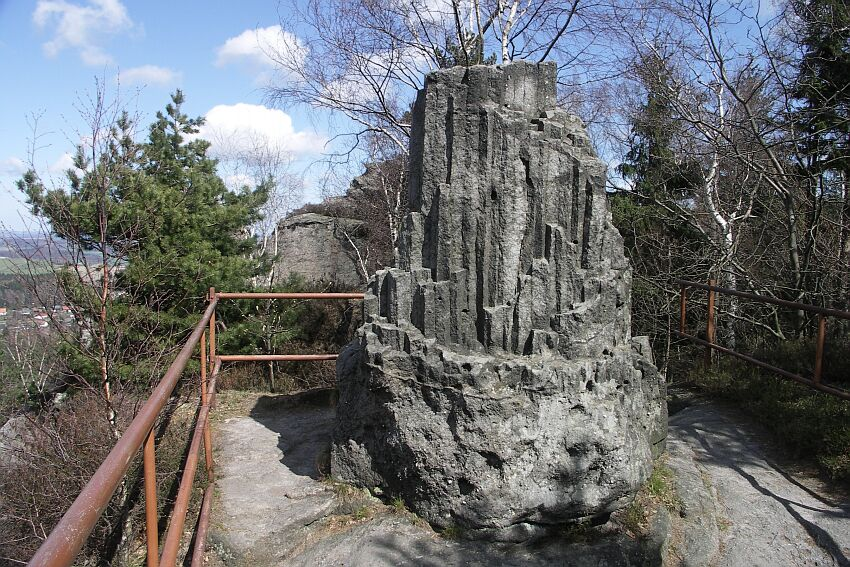
Kleine Orgel in den Mühlsteinbrüchen

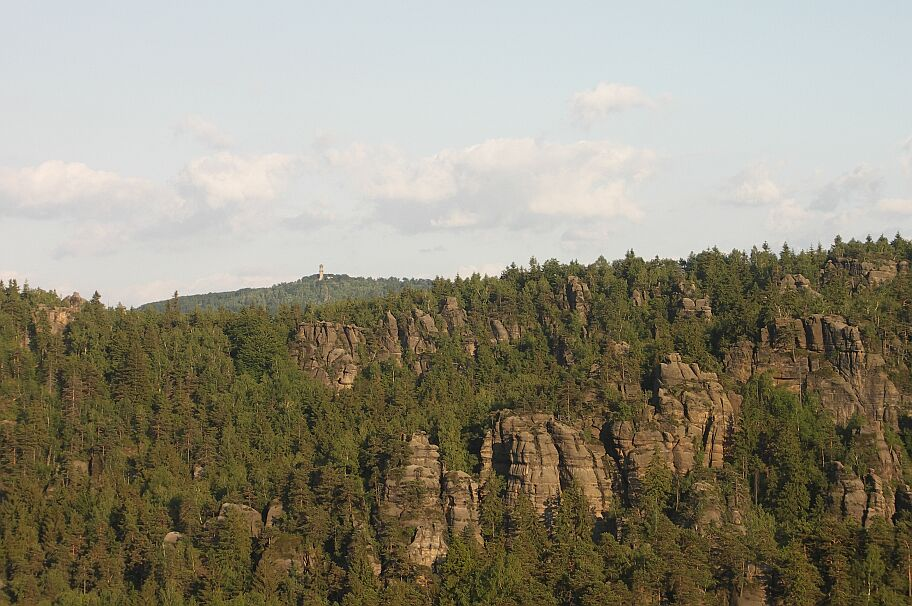
Jonsdorfer Felsenstadt

- Kleine Orgel (versinterte Sandsteinsäulen)
- Jonsdorfer Felsenstadt
- Weißer Stein
- Falkenstein
- Hieronymusstein
- Siehe auch: Liste der Naturdenkmale in Jonsdorf

## Sport
- Freizeit- und Eissport-Zentrum (Sparkassen Arena)
- Gebirgsbad

In Jonsdorf spielte der Eishockeyverein EHC Jonsdorfer Falken, dessen erste Mannschaft bis 2013/14 an der Oberliga teilnahm.

## Verkehr
Jonsdorf liegt abseits der größeren Verkehrsstraßen. Der Ort verfügt mit der Schmalspurbahn Bertsdorf–Kurort Jonsdorf über einen Eisenbahnanschluss, der aber fast ausschließlich touristisch genutzt wird. Der ehemalige Bahnhof wurde zu einer Gaststätte und Pension umgebaut. Der Ort verfügt über zwei für Fußgänger und Radfahrer offene Grenzübergänge nach Tschechien, einer davon nach Mařenice – Dolní Světlá (Großmergthal – Niederlichtenwalde). Seit dem 20. Dezember 2011 steht nach Ausbau der Straße K 8651 ein Pkw-Grenzübergang ins böhmische Valy zur Verfügung.

## Persönlichkeiten
- Gründer des Ortes war der Schäfer Jonas, ein Mönch vom Cölestinerkloster auf dem Berg Oybin

### Söhne und Töchter der Gemeinde
- Christian Adolf Pescheck (1787–1859), Theologe und Historiker
- August Hoffmann (1802–1878), Kaufmann, Spediteur und Mitglied der Frankfurter Nationalversammlung